# ریو یاماشیتا
ریو یاماشیتا (انگلیسی: Ryo Yamashita؛ زادهٔ ۲۳ اوت ۱۹۹۹) بازیکن فوتبال اهل ژاپن است.
از باشگاه‌هایی که در آن بازی کرده‌است می‌توان به باشگاه فوتبال گامبا اوساکا اشاره کرد.